# إنجي عبد الله
إنجي عبد الله، ممثلة مصرية حصلت على لقب ملكة جمال مصر لعام 1999، وقد اتجهت الآن إلى مجال التمثيل.

## أعمالها
- فيلم «بدر» 2001
- مسلسل «ساعة عصاري» 2007
- إختفاء سعيد مهران
- مسلسل «النار والطين (مسلسل)» 2012 [1]
- مسلسل «الاحلام» 2013

## روابط خارجية
- إنجي عبد الله على موقع IMDb (الإنجليزية)
- إنجي عبد الله على موقع الدهليز
- إنجي عبد الله على موقع قاعدة بيانات الأفلام العربية